# Gary Boyd
Gary Boyd (Banbury, 4 oktober 1986) is een professioneel golfer uit Engeland.

## Amateur
Gary Boyd speelde van 2002 - 2007 in de nationale selectie.

### Gewonnen
- 2006: Asia-Pacific Amateur Championship

### Teams
- Jacques Leglise Trophy: 2004 (winnaars)

## Professional
Boyd werd in 2007 professional en speelt op de Europese Challenge Tour. In 2009 won hij het Kenya Open op de Muthaiga Golf Club in Nairobi. Hij eindigde op de 7de plaats van de Order of Merit en promoveerde naar de Europese PGA Tour.
Gary Boyd en Ian Poulter zijn goed bevriend en hebben dezelfde manager, Icon Sports Management. 's Winters trainen ze samen in de Verenigde Staten. Net als Poulter draagt hij opvallend kleurrijke kleding. Daar stopt de overeenkomst. Boyd is fan van Manchester United, de bijna tien jaar oudere Poulter van Arsenal, ook hun succes in golf loopt sterk uiteen.
Na het Zwitsers Open van 2011 stond hij op de 136ste plaats van de wereldranglijst, hetgeen zijn toppositie was.

### Gewonnen
- 2009: Tusker Kenya Open